# Hovasaurus
Hovasaurus é um gênero extinto de répteis diápsideos pertencentes à ordem Eusuchia. Ele viveu no que hoje é o Madagascar durante o final do Permiano e o início do Triássico, sendo um sobrevivente do evento de extinção do Permiano-Triássico e o membro paleontologicamente mais jovem dos Tangasauridae. Fósseis foram encontrados nas formações Sakamena do Permiano Inferior e Triássico Médio.

## Descrição
Hovasaurus parecia um lagarto esguio e tinha cerca de 50 centímetros de comprimento, dos quais dois terços eram ocupados por sua longa cauda. Foi bem adaptado à vida aquática, com a cauda achatada lateralmente como a de uma cobra marinha. Algumas pedras foram encontradas no abdômen do fóssil de Hovasaurus, indicando que as criaturas as engoliram como lastro, evitando que flutuassem para a superfície quando caçavam peixes.